# Sacu
Sacu (en hongrois : Szákul) est une commune du județ de Caraș-Severin en Roumanie.

## Démographie
En 2021, la population était de 1 443 habitants.